# Маргарета фон Клеве (1416 – 1444)
Вижте пояснителната страница за други личности с името Маргарета фон Клеве.
Маргарета фон Клеве (на немски: Margarete von Kleve; * 23 или 24 февруари 1416; † 20 май 1444, Щутгарт) е чрез женитба херцогиня на Бавария-Мюнхен (1433 – 1435) и графиня на Вюртемберг (1441 – 1444).

## Живот
Тя е най-възрастната дъщеря на херцог Адолф II от Клеве-Марк (1373 – 1448) и втората му съпруга Мария Бургундска (1393 – 1463), дъщеря на херцог Жан Безстрашни.
Един уговорен брак на Маргарета през 1424 г. с ландграф Лудвиг I фон Хесен не се състои. На 11 май 1433 г. на църковния събор в Базел тя се омъжва за Вилхелм III (1375 – 1435) херцог на Бавария-Мюнхен. На 7 януари 1434 г. се ражда сина им Адолф († 1441). На 25 септември 1435 г. се ражда вторият им син, Вилхелм, който умира като бебе, когато Вилхелм III вече е умрял.
Маргарета се омъжва втори път на 29 януари 1441 г. в Щутгарт за Улрих V (1413 – 1480) от Дом Вюртемберг. От 1433 до 1441 г. той е граф на Вюртемберг, от 1441 до 1480 г. граф на Вюртемберг-Щутгарт. Те имат дъщеря Катарина (* 7 декември 1441; † 28 юни 1497, Вюрцбург), която става премонстра́нтка и доминиканка във Вюрцбург и накрая бяга от манастира под закрилата на епископ Рудолф от Вюрцбург.
Маргарета фон Клеве е фигура в Агнес-Бернауер-празненствата на Щраубинг 2011 г.